# 父亲 (油画)
《父亲》是中国画家罗中立于1980年创作的一幅油画，当年获得“中国青年美展”一等奖。
该画长2.16米，宽1.52米，描绘了一个农民的头部特写，该农民手端一个碗，面部堆满沧桑的皱纹，左耳夹着一支圆珠笔，整个画面极具悲剧性的震撼力。
左耳所夹圆珠笔是后来加上的，在画面中若隐若现。原作最初在四川展出，纯粹表现勤劳、善良、愚昧的中国农民的形象；后来为参加中国青年美展，特意加上这支圆珠笔，以表达新中国农民刻苦学习文化知识的意愿。